# Fritz Schwarz (Pfarrer)
Fritz Schwarz (* 18. Januar 1930; † 5. Juli 1985) war ein evangelischer Pfarrer, Superintendent in Herne, Autor und Begründer des missionarischen Gemeindeaufbaus in der Evangelischen Kirche Deutschlands.

## Leben und Wirken
Schwarz studierte evangelische Theologie in Bonn, Göttingen und Marburg. Von 1967 bis 1985 war er Superintendent des Kirchenkreises Herne im Ruhrgebiet. Er betrieb mit vielen Pfarrern seines Kirchenkreises gezielt missionarischen Gemeindeaufbau, um bei Interessierten Glauben zu wecken und zu fördern und die evangelische Kirche zu beleben und zu erneuern. Er unterstützte auch das Projekt „Informationszentrum Dritte Welt“, das 1976 gegründet wurde, und förderte viele Freizeiten, Jugendwochen, Lord´s Parties, offene Abende und die sogenannten „Stehlampengespräche“. Sein eigentliches Programm trug den Namen „Überschaubare Gemeinde“ und prägte in den 1980er-Jahren die kirchliche Diskussion zum Thema Evangelisation in der Volkskirche. Er schrieb Bücher aus der kirchlichen Praxis und war auch als Berater für andere Pfarrer und Kirchgemeinden tätig.
Seine Arbeit war auch prägend für seinen Sohn, den evangelischen Theologen Christian A. Schwarz (* 1960), der zunächst gemeinsam mit ihm publizierte und das Konzept der „natürlichen Gemeindeentwicklung“ daraus abgeleitet und weiterentwickelt hatte.
Schwarz starb unerwartet im 56. Lebensjahr und wurde auf dem Evangelischen Friedhof in Wanne-Eickel begraben.

## Werke
- Schriftenreihe: Überschaubare Gemeinde:
  - Grundlegendes: ein persönliches Wort an die Leute in der Kirche über missionarischen Gemeindeaufbau. Aussaat Verlag, Gladbeck 1982, ISBN 3-7958-0842-1
  - Die Praxis: für Leute, die in der Kirche anpacken wollen. Mit Rainer Sudbrack. Aussaat Verlag, Gladbeck 1982, ISBN 3-7958-0843-X
  - Programm des neuen Lebensstils: für Leute, denen Jesus konkurrenzlos wichtig ist. Mit Christian A. Schwarz.  Aussaat Verlag, Gladbeck 1983, ISBN 3-7958-0858-8
- Unter allen Stühlen: Dialog mit Pedro. Brendow, Moers 1985, ISBN 3-87067-249-8
- Ich verweigere mich oder von der Schönheit des Glaubens. Neukirchen-Vluyn 1986, ISBN 3-7958-8919-7
- Wenn Kirchenmitglieder Christen werden ...: Notizen, Reden, Streitgespräche. Hrsg. von Christian A. Schwarz. Schriftenmissions-Verlag, Neukirchen-Vluyn 1986, ISBN 3-7958-8925-1
- Theologie des Gemeindeaufbaus: ein Versuch. Mit Christian A. Schwarz. Aussaat-Verlag, Neukirchen-Vluyn 1987, ISBN 3-7615-4663-7